# Tapley Mountains
Le Tapley Mountains sono una catena montuosa che fa parte dei Monti della Regina Maud, in Antartide. 
È posizionata di fronte al fianco orientale del Ghiacciaio Scott, e si estende per 56 km tra il Ghiacciaio Leverett e il Ghiacciaio Albanus.
La catena dei Monti Tapley fu scoperta nel 1929 dalla gruppo geologico comandato da Laurence McKinley Gould che faceva parte della British Antarctic Expedition (BAE) capitanata dall'esploratore polare americano Richard Evelyn Byrd. La denominazione fu assegnata dallo stesso Byrd in onore di Harold L. Tapley di Dunedin, in Nuova Zelanda, che era stato un agente della BAE nel 1928-30 e nel 1933-35.

## Elevazioni principali
Le vette e i picchi più importanti includono:
- Ghiacciaio Albanus
- Bobo Ridge
- Durham Point
- Evans Butte
- Ghiacciaio Leverett
- Monte Andes
- Monte Bushnell
- Monte Durham
- Monte Herr
- Monte Seebeck
- Monte Stahlman
- Monte Wallace
- Pincer Point
- Ghiacciaio Roe
- Ghiacciaio Scott